# Стиснення звуку
Сти́снення звукови́х да́них (стиснення аудіо) — тип стиснення даних, кодування, що застосовується для зменшення обсягу аудіофайлів або заради можливості зменшення смуги пропускання для потокового аудіо. Алгоритми стиснення звукових файлів реалізуються у комп'ютерних програмах, що називаються аудіокодеками. Винайдення спеціальних алгоритмів стиснення звукових даних вмотивовано тим, що загальні алгоритми стиснення неефективні для роботи зі звуком і унеможливлюють роботу у реальному часі.
Як і в загальному випадку, розрізняють стиснення звуку без втрат (англ. lossless), що уможливлює відновлення вихідних даних без спотворень, та стиснення з втратами (англ. lossy), при якому таке відновлення неможливе. Алгоритми стиснення з втратами дають більшу ступінь стиснення, наприклад audio CD може вмістити трохи більше години «нестисненої» музики, при стисненні без втрат CD вмістить майже 2 години музики, а при стисненні із втратами при середньому бітрейті — 7-10 годин.

## Стиснення без втрат
Складність стиснення звуку без втрат полягає в тому, що записи звуку є надзвичайно складними у своїй структурі. Одним із методів стиснення є пошук взірців і їх повторень, проте цей метод не ефективний для більш хаотичних даних, якими є, наприклад оцифрований звук чи фотографії. Цікаво, що якщо згенерована комп'ютером графіка значно легше піддається стисненню без втрат, то синтезований звук в цьому відношенні не має переваг. Це пояснюється тим, що навіть згенерований комп'ютером звук зазвичай має дуже складну форму, яка представляє складне завдання для винайдення алгоритму.
Інша складність полягає в тому, що звучання зазвичай змінюється дуже швидко і це також є причиною того, що впорядковані послідовності байтів з'являються дуже рідко.
Найпоширенішими форматами стиснення без втрат є:
Free Lossless Audio Codec (FLAC), Apple Lossless, MPEG-4 ALS, Monkey's Audio, та TTA.

## Стиснення з втратами
Стиснення із втратами має надзвичайно широке застосування. Окрім комп'ютерних програм, стиснення з втратами використовується в потоковому аудіо в DVD, цифровому телебаченні і радіо та потоковому медіа в інтернеті.
Новацією цього методу стиснення було використання психоакустики для виявлення компонентів звучання, що не сприймаються слухом людини. Прикладом можуть слугувати або високі частоти, які сприймаються лише при достатній їх потужності, або тихі звуки, що виникають одночасно або одразу після голосніших звуків і тому маскуються ними — такі компоненти звучання можуть бути передані менш точно, або і взагалі не передані.
Для здійснення маскування сигнал із часової послідовності відліків амплітуди перетворюється на послідовність спектрів звуків, в яких кожен компонент спектру кодується окремо. Для здійснення такого перетворення використовуються методи Швидкого перетворення Фур'є, МДКП, квадратурно-дзеркальних фільтрів або інші. Загальний обсяг інформації при такому перекодуванні лишається незмінним. Стиснення в певній частотній області може полягати в тому, що замасковані або нульові компоненти не запам'ятовуються взагалі, або кодуються з меншим розділенням. Наприклад, частотні компоненти у до 200 Гц та понад 14 кГц можуть бути закодовані з 4-бітною розрядністю, тоді як компоненти в середньому діапазоні — з 16 бітною. Результатом такої операції стане кодування із середньою розрядністю 8-біт, проте результат буде значно кращим ніж при кодуванні усього діапазону частот з 8-бітною розрядністю. Проте очевидно, що перекодовані з низькою роздільністю фрагменти спектру вже не можуть бути відновлені в точності, і, таким чином, втрачаються безповоротно.
Головним параметром стиснення з утратами є бітрейт, що визначає ступінь стиснення файлу та, відповідно, якість. Розрізняють стиснення з постійним бітрейтом (англ. Constant BitRate — CBR), змінним бітрейтом (англ. Variable BitRate — VBR) та усереденим бітрейтом (англ. Average BitRate — ABR).
Найпоширенішими форматами стиснення з втратами є:
AAC, ADPCM, ATRAC, Dolby AC-3, MP2, MP3, Musepack
Ogg Vorbis, WMA та інші.